# Il nemico (Child)
Il nemico (The Enemy), è l'ottavo romanzo thriller pubblicato da Lee Child nel 2004 con protagonista l'ex ufficiale della polizia militare USA Jack Reacher. Rappresenta il prequel della serie, quando Jack Reacher era ancora militare.
Il libro è stato tradotto in diciotto lingue; in Italia è stato edito per la prima volta nel 2005.

## Trama
Capodanno del 1990, il muro di Berlino è caduto e non tutti ne sono contenti. Cosa ne sarà dei fondi americani destinati agli armamenti in Europa? Il generale Kramer sta cercando una soluzione per la sopravvivenza dei suoi grossi carri armati quando viene stroncato da un infarto in uno squallido motel.
Due ore dopo la moglie viene massacrata in casa a centinaia di chilometri di distanza e nei primi giorni del nuovo anno altri due militari verranno uccisi da qualcuno alla ricerca di segreto documento di Kramer.
Jack Reacher è incaricato delle indagini che però sembrano destinate ad un insabbiamento.

## Edizioni in italiano
- Lee Child, Il nemico: romanzo, traduzione di Adria Tissoni, La gaja scienza Longanesi, Milano 2005 ISBN 88-304-2262-2
- Lee Child, Il nemico, Superpocket, Milano c2006 ISBN 88-462-0836-6
- Lee Child, Il nemico: romanzo, traduzione di Adria Tissoni, Tea, Milano 2007 ISBN 978-88-502-1324-5
- Lee Child, Il nemico: romanzo, traduzione di Adria Tissoni, Tea, Milano 2014 ISBN 978-88-502-3488-2
- Lee Child, Il nemico: romanzo, traduzione di Adria Tissoni, TEA, Milano 2019 ISBN 978-88-502-5339-5